# Josef Formánek (odbojář)

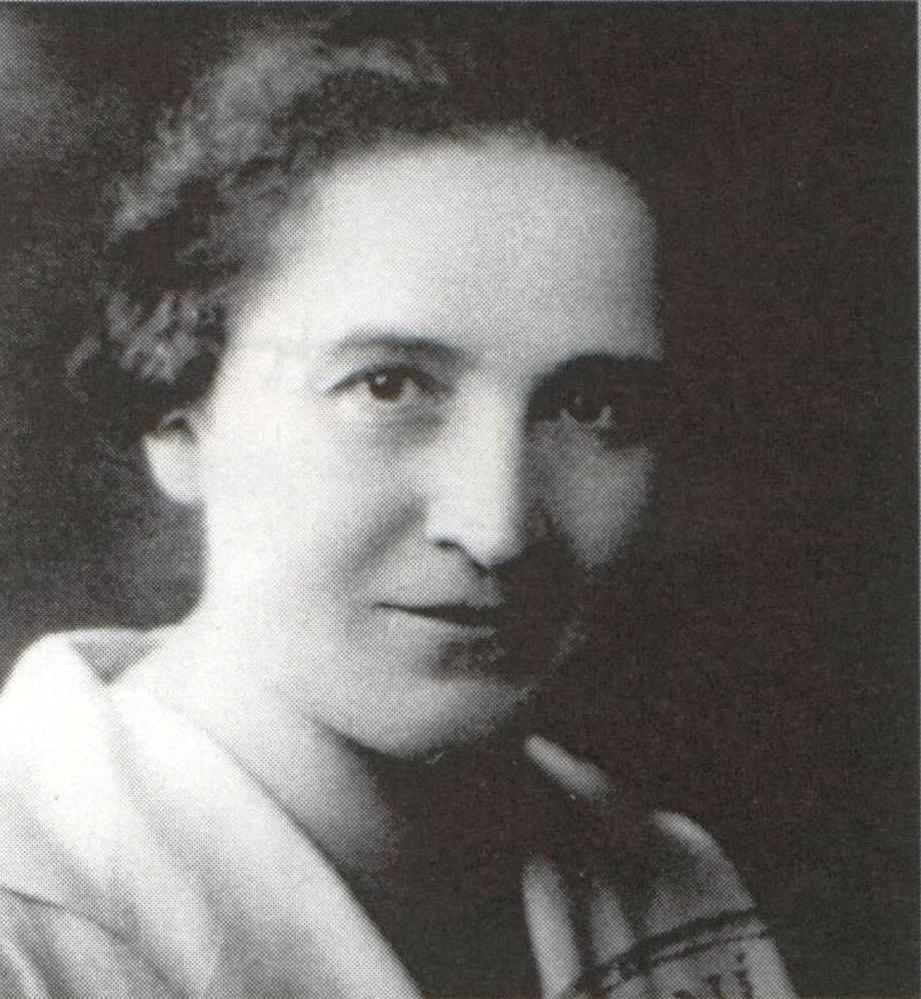
Žofie Šnajdrová alias „Jitřenka“

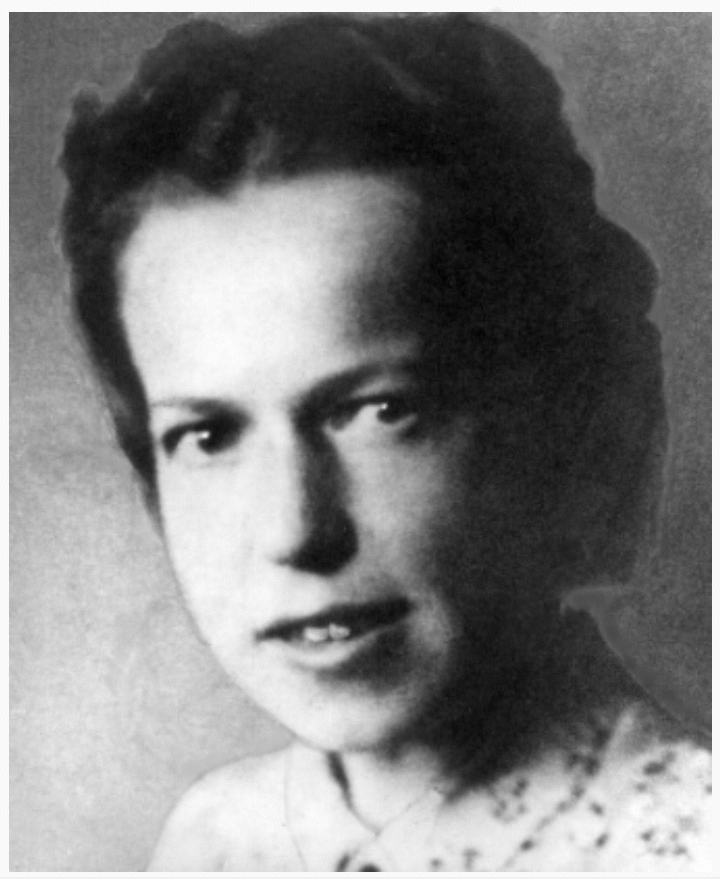
Josefa Fajmanová

Josef Formánek (4. dubna 1902 Litomyšl – 23. srpna 1944 Drážďany) byl španělský interbrigadista, bojovník proti fašismu a člen komunistické větve domácího protiněmeckého (II.) odboje.

## Život

### Interbrigadistou ve Španělsku
Po vyučení v oboru strojní zámečník vstoupil v roce 1937 do KSČ. V KSČ zastával různé funkce a v roce 1937 se stal interbrigadistou, aby po boku španělské republikánské armády bojoval ve Španělsku proti frankistickým povstalcům. Po odjezdu do Španělska (září 1937) bojoval na různých frontách, ze začátku jako voják pěchoty, pak (spolu s dalšími Čechoslováky) u protiletadlové baterie Klementa Gottwalda.

### Ve Francii
Do Francie přešel Josef Formánek v únoru 1939 po porážce republikánských vojsk v Katalánii. Nejprve byl (spolu s dalšími tisíci interbrigadistů) internován do sběrného tábora Argeles-sur-Mer (obec v departementu Pyrénées-Orientales ve Francii), pak do internačního tábora Gurs (obec v departementu Pyrénées-Atlantiques ve Francii), odkud se mu (pomocí francouzských komunistů) zdařil útěk do Marseille. Tady pracoval nějakou dobu jako dělník, ale po vypuknutí druhé světové války vstoupil v Agde do nově se formující československé zahraniční armády.

### V protektorátu
Po napadení Francie hitlerovským Německem (Francie kapitulovala 22. června 1940) se v dubnu 1941 (spolu s interbrigadistou Antonínem Kalouskem z Ústí nad Orlicí) vrátil ilegálně do východních Čech, kde se v Litomyšli krátce setkal se členy své rodiny, ale protože po něm v protektorátu pátralo gestapo, přešel do ilegality. Skrýval se zpočátku na Litomyšlsku, pak po různu v severovýchodních Čechách. Na jeho ukývání v ilegalitě se podílela i podpůrná síť okolo protektorátního četnického strážmistra Františka Famfulíka a poštovního úředníka Jana Hartmana působící v Proseči a jejím okolí.

### Ilegální činnost
V severovýchodních Čechách Josef Formánek společně s Josefou Fajmanovou (1911-1943) řídili ilegální KSČ s krajskou působností v Hradci Králové. (Formánek pracoval jako instruktor pro ilegální ÚV KSČ pro Východočeský kraj.) V létě 1942 Josefa Fajmanová odešla z Královéhradecka. Josef Formánek po jejím odchodu organizoval komunistický odboj v této oblasti s železničářem Bohumilem Říčařem (1896-1944). Posléze se jim podařilo navázat úzkou spolupráci s nekomunistickým odbojem (hlavně s ilegální organizací Obrany národa tzv. Národním odbojem – později nazývaným „Jitřenka“). (Národní odboj byl složkou Obrany národa. Později, nejspíše až po skončení druhé světové války, převzala tato ilegální organizace do svého názvu i „Jitřenka“ – krycí jméno paní Žofie Šnajdrové (1886–1943), která v této organizaci aktivně pracovala.
Františku Famfulíkovi se dostal do rukou rozkaz k zadržení litomyšlského rodáka, bývalého nadporučíka československé armády a komunistického funkcionáře Josefa Formánka, kterého František Famfulík namísto zadržení včas varoval. Díky tomu se Josef Formánek přesunul do okolí Hradce Králové vybaven od Famfulíka navíc pistolí s náboji a dvěma granáty.

### Zatčení
V bytě Anny Severinové ve Dvoře Králové nad Labem nalezl Josef Formánek svůj poslední ilegální úkryt. Z něho byl vylákán 27. března 1943 placeným konfidentem gestapa Vladimírem Farským (alias „Karel“) na fiktivní konspirativní schůzku ve Dvoře Králové nad Labem, kde byl protektorátními bezpečnostními složkami (gestapem) zatčen.)
Krutě vyslýchán byl na služebně gestapa v Hradci Králové. Při zostřeném výslechu prozradil Formánek od koho pochází u něj nalezená pistole a granáty. Na základě informace získané při výslechu Josefa Formánka byl následně zadržen 9. dubna 1943 i strážmistr četnictva František Famfulík.

### Věznění
Josef Formánek byl dne 9. srpna 1943 převezen do věznice gestapa v Malé pevnosti Terezín. V Terezíně využili jeho profese strojního zámečníka a byl přidělen do zdejších dílen. Po čase byl předisponován do pankrácké věznice v Praze, odkud byl ale 4. února 1944 vrácen zpět do Terezína. Do vazební věznice v Budyšíně (Bautzen) byl přemístěn z Malé pevnosti Terezín 2. března 1944.

### Soud, poprava
Potom následovala internace do Drážďan před Lidový soudní dvůr, který jej 18. května 1944 odsoudil k trestu smrti. Rozsudek byl vykonán v drážďanské věznici 23. srpna 1944.

### Připomínka
V Litomyšli a Hradci Králové nese po Josefu Formánkovi jméno jedna z ulic.